# دی‌یی‌وی آرهورا
دی‌یی‌وی آرهورا (به انگلیسی: DEV Arahura) یک کشتی است که طول آن ۱۴۸ متر (۴۸۶ فوت) می‌باشد. این کشتی در سال ۱۹۸۱ ساخته شد.